# Nothofagus
Genre
Classification APG II (2003)
Répartition géographique
Nothofagus est un genre qui regroupe des espèces d'arbres à feuilles caduques ou persistantes, originaires des régions tropicales humides et de régions tempérées de l'hémisphère sud :  Nouvelle-Guinée, Australie, Amérique du Sud, Nouvelle-Calédonie, Nouvelle-Zélande. 

## Étymologie
Le nom de genre Nothofagus dérive du grec νόθος / nóthos, « bâtard ; hybride », et du latin fagus, nom latin du hêtre (du grec φέγοσ / phégos), « Le nom, qui signifie « hêtre bâtard », fait référence à la
ressemblance de ses fruits avec ceux de nos hêtres [de l'hémisphère Nord]. Mais les Nothofagus sont aussi les vicariants [dans l'hémisphère Sud] des hêtres et chênes de l'hémisphère Nord, c'est-à-dire qu'ils occupent les mêmes niches écologiques dans deux parties différentes du monde. ».

## Classification

### Histoire du genreNothofagus
La position du genre Nothofagus, arbres proches des hêtres de l'hémisphère nord, est encore discutée. Classiquement, le genre est placé parmi les Fagaceae. La classification APG (Angiosperm Phylogeny Group) le place dans une nouvelle famille qui lui est dédiée : les Nothofagaceae, proche des Fagaceae et des Betulaceae dans l'ordre des Fagales. 
En 1850, le taxonomiste Blume sépare ces espèces des hêtres de l'hémisphère nord. Il les appelle Nothofagus, c’est-à-dire « faux hêtres ». Un siècle plus tard, de nouvelles espèces furent découvertes en Nouvelle-Guinée et en Nouvelle-Calédonie par le botaniste van Steenis. Le genre est connu et apprécié par les amateurs de bonsaï.
Les botanistes ont effectué une sous-classification à l'intérieur du genre, certaines espèces montrant des caractéristiques absentes chez les autres. La classification s'est faite sur la base des groupes polliniques. Les espèces sont réparties en quatre sous-genres :

### Brassospora
Ce sous-genre représente plus de la moitié de toutes les espèces du genre (19 répertoriées sur un total de 35). C'est le sous-genre le plus ancien. Confiné aux montagnes de la Nouvelle-Guinée et à la Nouvelle-Calédonie, il est aujourd'hui localisé uniquement sous les latitudes tropicales sous des conditions climatiques non tropicales (forêts de montagne). Il était pourtant très répandu autrefois en Australie et en Nouvelle-Zélande avant que les glaciations du Quaternaire ne l'éradiquent des régions les plus froides de l'hémisphère sud. Les espèces Brassospora produisent toutes une cupule réduite, bivalve, qui ne renferme qu'un seul akène. Elles ont toutes un feuillage persistant.

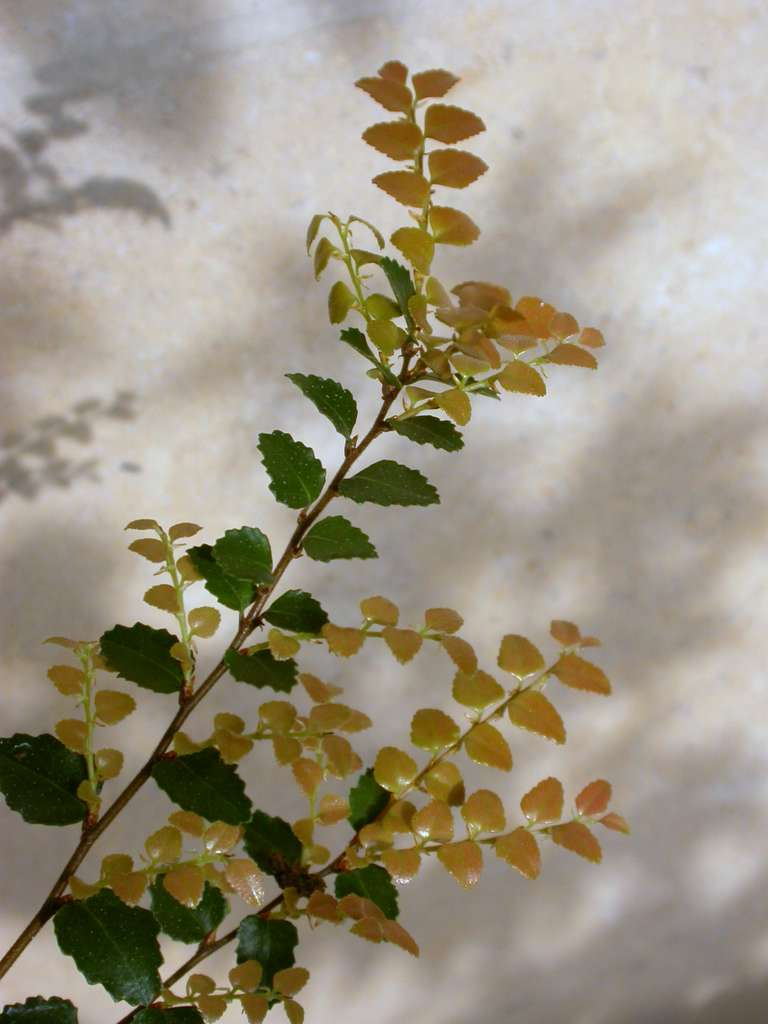
Nothofagus cunninghamii.

- Nothofagus aequilateralis Steen. Nouvelle-Calédonie (endémique)
- Nothofagus balansae Steen. Nouvelle-Calédonie (endémique)
- Nothofagus baumanniae Steen. Nouvelle-Calédonie (endémique)
- Nothofagus brassii Steen. Nouvelle-Guinée
- Nothofagus carrii Steen.  Nouvelle-Guinée
- Nothofagus codonandra Steen. Nouvelle-Calédonie (endémique)
- Nothofagus crenata Steen. Nouvelle-Guinée
- Nothofagus discoidea Steen. Nouvelle-Calédonie (endémique)
- Nothofagus flaviramea Steen. Nouvelle-Guinée
- Nothofagus grandis Steen. Nouvelle-Guinée
- Nothofagus nuda Steen. Nouvelle-Guinée
- Nothofagus perryi Steen. Nouvelle-Guinée
- Nothofagus pseudoresinosa Steen. Nouvelle-Guinée
- Nothofagus pullei Steen. Nouvelle-Guinée
- Nothofagus resinosa Steen. Nouvelle-Guinée
- Nothofagus rubra Steen. Nouvelle-Guinée
- Nothofagus starkenborghii Steen. Nouvelle-Guinée
- Nothofagus stylosa Steen. Nouvelle-Guinée
- Nothofagus womersleyi Steen. Nouvelle-Guinée

### Lophozonia
Deuxième sous-genre à apparaître dans les fossiles. Il est peu variable, les espèces actuelles étant proches génétiquement les unes des autres. Il est présent des deux côtés du Pacifique, en Océanie et en Amérique du Sud. N. moorei et N. menziesii forment des forêts importantes dans leurs habitats respectifs. Les espèces d'Océanie ont un feuillage persistant plusieurs années. En revanche, les cinq espèces sud-américaines ont un feuillage caduc. 
- Nothofagus alpina (Poepp. et Endl.) Oerst. Chili, Argentine
- Nothofagus cunninghamii (Hook.) Oerst. Australie (Victoria, Tasmanie)
- Nothofagus glauca (Phil.) Krasser. Chili.
- Nothofagus macrocarpa (A. DC.) Vazq. et Rodr. Chili
- Nothofagus menziesii (Hook.) Oerst., Nouvelle-Zélande
- Nothofagus moorei (F. Muell.) Krasser Australie
- Nothofagus obliqua (Mirb.) Blume. Chili. Argentine
- Nothofagus rutila Rav. Chili

### Fuscospora
Un des derniers genres à apparaître dans les fossiles. Proche du sous-genre Nothofagus, il est principalement représenté en Nouvelle-Zélande où l'hybridation est généralisée entre les trois espèces néo-zélandaises qui ont un feuillage persistant ou semi-persistant. Il existe une autre espèce en Tasmanie, N. gunnii, qui pousse dans les zones montagneuses très humides. La dernière espèce, N. alessandri, est une essence à feuillage caduc qui ne vit qu'en quelques stations du Chili central.
- Nothofagus alessandri Espinosa. Chili
- Nothofagus fusca (Hook.) Oerst. Nouvelle-Zélande
- Nothofagus gunnii (Hook.) Oerst.  Tasmanie
- Nothofagus solanderi (Hook.) Oerst., Nouvelle-Zélande
- Nothofagus truncata (Col.) Ckn. Nouvelle-Zélande

### Nothofagus
Ce sous-genre n'est représenté qu'en Amérique du Sud. Il a disparu de l'Océanie. On le rencontre au Chili méridional, dans les montagnes du Chili central et dans les Andes humides de l'Argentine. Trois des espèces de ce sous-genre sont à feuillage persistant : N. nitida, N. betuloides et N. dombeyi. Elles occupent des zones très arrosées, fraîches l'été et à hivers relativement doux. N. antarctica et N. pumilio sont à feuillage caduc et se retrouvent dans les lieux plus froids.
- Nothofagus antarctica (Forst.) Oerst. Chili, Argentine
- Nothofagus betuloides (Mirb.) Blume. Chili, Argentine
- Nothofagus dombeyi (Mirb.) Blume. Chili, Argentine
- Nothofagus nitida (Phil.) Krasser. Chili
- Nothofagus pumilio (Poepp et Endl.) Krasser. Chili

### Arbre phylogénétique des sous-genres selonVento, B. and Agraín, F.A. 2018.(en)
|  | Fuscospora                                                 |
|  |                                                            |
|  | \| \| Brassospora \| \| \| \| \| \| Nothofagus \| \| \| \| |
|  |                                                            |
|  | Brassospora                                                |
|  |                                                            |
|  | Nothofagus                                                 |
|  |                                                            |

|  | Brassospora |
|  |             |
|  | Nothofagus  |
|  |             |

## Origine géographique
Les Nothofagus sont tous situés dans l'hémisphère austral. Leur répartition géographique naturelle est confinée à cinq endroits du globe.
| - Nouvelle-Guinée - Nothofagus brassii - Nothofagus carrii - Nothofagus crenata - Nothofagus flaviramea - Nothofagus grandis - Nothofagus nuda - Nothofagus perryi - Nothofagus pseudoresinosa - Nothofagus pullei - Nothofagus resinosa - Nothofagus rubra - Nothofagus starkenborghii - Nothofagus stylosa - Nothofagus womersleyi | - Australie - Nothofagus cunninghamii - Nothofagus gunnii - Nothofagus moorei | - Nouvelle-Calédonie - Nothofagus aequilateralis - Nothofagus balansae - Nothofagus baumanniae - Nothofagus codonandra - Nothofagus discoidea | - Nouvelle-Zélande - Nothofagus fusca - Nothofagus menziesii - Nothofagus solanderi - Nothofagus truncata | - Chili/Argentine - Nothofagus alessandri - Nothofagus alpina - Nothofagus antarctica - Nothofagus betuloides - Nothofagus dombeyi - Nothofagus glauca - Nothofagus macrocarpa - Nothofagus nitida - Nothofagus obliqua - Nothofagus pumilio - Nothofagus rutila |